# 闵行开发区站
闵行开发区站位于中华人民共和国上海市闵行区东川路与天星路交叉口，是上海地铁5号线的地铁车站。建设中的上海地铁23号线会在该站新建车站。

## 车站构造

### 车站楼层
| 地上三层 | 侧式站台，右侧开门 | 侧式站台，右侧开门               | 侧式站台，右侧开门 | 侧式站台，右侧开门 |
|          |                    | █ 5号线 终点站 落客站台          |                    |                    |
|          |                    | █ 5号线 往莘庄（文井路）         |                    |                    |
|          | 侧式站台，右侧开门 |                                  |                    |                    |
| 地上二层 | 站厅               | 票务服务、自动售票机、人工服务台 |                    |                    |
| 地面层   | 出入口             | 1-2出入口                        |                    |                    |

- 5号线闵行开发区站站厅
- 2023年的闵行开发区站5号线站台
- 安装半高式安全门前的闵行开发区站5号线站台
- 5号线列车折返中

## 车站出口
闵行开发区站共有2个出入口，各出入口如下所示：
| 出口编号            | 出口指示       | 照片 |
| ------------------- | -------------- | ---- |
| 1 · 出口            | 东川路，天星路 |      |
| 2 · 出口 · （设有） | 东川路，天星路 |      |
| 图例： 设有         |                |      |

## 公交换乘
江川1路、马桥1路